# Emanuele Merisi
Emanuele Erminio Merisi (* 10. Oktober 1972 in Treviglio) ist ein ehemaliger italienischer Schwimmer. Er gewann bei Olympischen Spielen eine Bronzemedaille und bei Europameisterschaften auf der 50-Meter-Bahn zwei Silber- und drei Bronzemedaillen. Auf der 25-Meter-Bahn erschwamm Merisi je eine Gold-, Silber- und Bronzemedaille.

## Karriere
Bei den Mittelmeerspielen 1991 in Athen siegte über 200 Meter Rücken der Franzose Eric Rebourg vor Merisis Landsmann Stefano Battistelli, dahinter erreichte Merisi den dritten Platz. Im Jahr darauf bei den olympischen Schwimmwettbewerben 1992 in Barcelona belegte Merisi als bester Italiener den 16. Platz über 100 Meter Rücken.
1993 bei den Europameisterschaften in Sheffield siegte über 200 Meter Rücken der Russe Wladimir Selkow vor Martín López-Zubero, 0,06 Sekunden hinter dem Spanier schlug Merisi als Dritter an. Über 100 Meter Rücken wurde Merisi Siebter. Bei der Universiade 1993 in Buffalo gewann Merisi Silber über 200 Meter und Bronze über 100 Meter Rücken. In beiden Wettbewerben siegte der Kubaner Rodolfo Falcón. 1994 fanden die Weltmeisterschaften in Rom statt. Merisi belegte den 11. Platz über 200 Meter Rücken und den 19. Platz über 100 Meter Rücken. Im Jahr darauf bei den Europameisterschaften in Wien schwamm Merisi auf den sechsten Platz über 200 Meter Rücken. Die italienische 4-mal-200-Meter-Freistilstaffel mit Emanuele Idini, Emanuele Merisi, Piermaria Siciliano und Massimiliano Rosolino gewann die Bronzemedaille hinter den Staffeln aus Deutschland und Schweden. 1996 bei den Olympischen Spielen in Atlanta erreichte die 4-mal-200-Meter-Freistilstaffel mit Rosolino, Idini, Merisi und Siciliano den sechsten Platz. Über 100 Meter Rücken belegte Merisi den sechsten Platz mit einer Sekunde Rückstand auf die Bronzemedaille. Über 200 Meter Rücken erhielten mit Brad Bridgewater und Tripp Schwenk zwei Schwimmer aus den Vereinigten Staaten Gold und Silber, 0,19 Sekunden hinter Schwenk gewann Merisi die Bronzemedaille.
Ende 1996 fanden in Rostock die ersten Kurzbahneuropameisterschaften statt. Merisi gewann Bronze über 100 Meter Rücken und Gold über 200 Meter Rücken. Die italienische 4-mal-50-Meter-Lagenstaffel mit Emanuele Merisi, Domenico Fioravanti, Luca Belfiore und René Gusperti erhielt Silber. 1997 bei den Mittelmeerspielen in Bari siegte Merisi auf beiden Rückendistanzen und mit der Lagenstaffel, die mit Merisi, Fioravanti, Gusperti und Rosolino antrat. Bei den Europameisterschaften in Sevilla wurde er hinter Wladimir Selkow Zweiter über 200 Meter Rücken. Über 100 Meter Rücken erreichte er den vierten Platz mit 0,12 Sekunden Rückstand auf Bronze. Die italienische Lagenstaffel mit Merisi, Fioravanti, Luis Alberto Laera und Lorenzo Vismara belegte ebenfalls den vierten Platz. Kurz danach gewann Merisi bei der Universiade in Catania Gold über 200 Meter Rücken und Silber in der Lagenstaffel. Anfang 1998 bei den Weltmeisterschaften in Perth wurde Merisi Zwölfter über 100 Meter Rücken und Vierter über 200 Meter Rücken. Anfang Juli 1999 belegte Merisi bei der Universiade in Palma de Mallorca den sechsten Platz über 200 Meter Freistil und den fünften Platz mit der Lagenstaffel. Kurz darauf fanden die Europameisterschaften in Istanbul statt. Hinter dem Deutschen Ralf Braun und dem Kroaten Gordan Kožulj erkämpfte Merisi die Bronzemedaille über 200 Meter Rücken. Die italienische Lagenstaffel mit Merisi, Fioravanti, Dino Urgias und Vismara belegte den achten Platz. Elf Monate später fanden Anfang Juli 2000 in Helsinki erneut Europameisterschaften statt. Merisi wurde Siebter über 100 Meter Rücken und gewann hinter Gordan Kožulj Silber über 200 Meter Rücken. Die italienische Staffel mit Merisi, Fioravanti, Urgias und Vismara schwamm auf den fünften Platz. Bei den olympischen Schwimmwettbewerben in Sydney schied Merisi über 100 Meter Rücken als 21. der Vorläufe aus. Über 200 Meter Rücken erreichte er das Finale und belegte den fünften Platz.
2001 bei den Weltmeisterschaften in Fukuoka wurde Merisi 16. über 100 Meter Rücken und 12. mit der Lagenstaffel. Über 200 Meter Rücken schwamm er auf den siebten Platz. Im Jahr darauf erreichte Merisi das Finale über 200 Meter Rücken bei den Europameisterschaften 2002 in Berlin und belegte den vierten Platz mit 0,28 Sekunden Rückstand auf den drittplatzierten Kroaten Marko Strahija. Bei seiner vierten Olympiateilnahme 2004 in Athen erreichte Merisi über 200 Meter Rücken den 16. Platz. Die italienische Lagenstaffel wurde im Vorlauf wegen Fehlstarts beim ersten Wechsel disqualifiziert.
Emanuele Merisi schwamm für den Verein Dimensione Dello Sport Milano. Er gewann 58 nationale Meistertitel allein und weitere 11 mit Staffeln. 2000 wurde er mit dem Verdienstorden der Italienischen Republik ausgezeichnet.